# عبد الحق بلحمر
عبد الحق بلحمر (مواليد 26 يوليو 1991) هو لاعب كرة قدم فرنسي محترف يلعب كلاعب وسط.

## الحياة الشخصية
يحمل بلحمر الجنسيتين الفرنسية والجزائرية.